# Ol'ga Medvedceva
Ol'ga Valer'evna Zamorozova coniugata Medvedceva (in russo Ольга Валерьевна Заморозова-Медведцева?; Krasnojarsk, 7 luglio 1975) è un'ex biatleta russa.
È moglie di Valerij, a sua volta biatleta di alto livello, che era anche il suo allenatore; agli inizi della carriera gareggiò come Ol'ga Pylëva (Пылёва), cognome adottato in seguito a un primo matrimonio.

## Biografia

### Gli inizi e i grandi successi
Ha iniziato a praticare biathlon a livello agonistico nel 1998. In Coppa del Mondo ha esordito il 5 gennaio 2000 nella sprint di Oberhof (41ª) e ha conquistato la prima vittoria, nonché primo podio, nella medesima tappa, il 9 gennaio nella staffetta.
Ai Mondiali del 2004 ha vinto l'oro nell'individuale sui 15 km e a quelli del 2005 il bronzo nella partenza in linea, mentre con la staffetta ha vinto l'oro nel 2000, nel 2001 e nel 2005 e l'argento nel 2004. In Coppa del Mondo il suo miglior piazzamento è stato il secondo posto nella classifica generale nella stagione 2003-2004 dietro a Liv Grete Poirée. Nella stagione 2004-2005 non è riuscita a egualiare il piazzamento della stagione precedente, pur avendo lottato fino alla fine per la conquista del titolo con Sandrine Bailly, che vinse la classifica con 847 punti, e con Kati Wilhelm, che arrivò con 833 punti; la Medvedceva chiuse a 830 punti, in 3ª posizione.
In occasione dei XIX Giochi olimpici invernali di Salt Lake City 2002 è stata una delle protagoniste, vincendo l'inseguimento grazie a un recupero dall'8º posto ottenuto nella sprint; poi arrivò 4ª nell'individuale e 3ª nella staffetta.

### Le Olimpiadi del 2006 e la squalifica per doping
Ai XX Giochi olimpici invernali di Torino 2006 si classificò seconda nella gara individuale, ma la medaglia d'argento le fu revocata per doping: gli esami rilevarono infatti tracce di carfedone, uno stimolante in grado di aumentare la resistenza e la tolleranza al freddo. La Medvedceva dichiarò di aver assunto un medicinale per curare un infortunio alla caviglia, il quale conteneva proprio carfedone (sebbene non elencato tra gli ingredienti del rimedio). Venne in seguito condannata a due anni di squalifica da tutte le attività.

### Le ultime stagioni
Nel febbraio del 2008, scontata la squalifica per doping, tornò alle gare in occasione degli Europei di quell'anno; rientrò comunque subito dopo in Coppa del Mondo, partecipando anche ai Mondiali del 2009 in Corea del Sud, dove vinse l'oro nella staffetta. Individualmente invece è riuscita, durante la tappa di Coppa del Mondo di Oberhof sempre nella stagione 2008-2009, a risalire sul podio con il secondo posto nella partenza in linea.
Si è ritirata al termine della stagione 2009-2010, dopo aver vinto il suo secondo oro olimpico a Vancouver 2010 nella staffetta 4 x 6 km, insieme a Svetlana Slepcova, Anna Bogalij-Titovec e Ol'ga Zajceva.

## Palmarès

### Olimpiadi
- 3 medaglie:
  - 2 ori (inseguimento[5] a Salt Lake City 2002; staffetta[5] a Vancouver 2010)
  - 1 bronzo (staffetta[5] a Salt Lake City 2002)

### Mondiali
- 9 medaglie:
  - 6 ori (staffetta[5] a Oslo/Lahti 2000; staffetta[5] a Pokljuka 2001; individuale[5] a Oberhof 2004; staffetta[5], staffetta mista a Hochfilzen/Chanty-Mansijsk 2005; staffetta[5] a Pyeongchang 2009)
  - 2 argenti (partenza in linea[5] a Oslo 2002; staffetta[5] a Oberhof 2004)
  - 1 bronzo (partenza in linea[5] a Hochfilzen/Chanty-Mansijsk 2005)

### Coppa del Mondo
- Miglior piazzamento in classifica generale: 2ª nel 2004
- Vincitrice della Coppa del Mondo di individuale nel 2004 e nel 2005
- 60 podi (34 individuali, 26 a squadre), oltre a quelli conquistati in sede olimpica e iridata e validi anche ai fini della Coppa del Mondo:
  - 16 vittorie (8 individuali, 8 a squadre)
  - 29 secondi posti (16 individuali, 13 a squadre)
  - 15 terzi posti (10 individuali, 5 a squadre)

#### Coppa del Mondo - vittorie
| Data             | Località          | Nazione     | Specialità                                                            |
| ---------------- | ----------------- | ----------- | --------------------------------------------------------------------- |
| 9 gennaio 2000   | Oberhof           | Germania    | RL (con Galina Kukleva, Svetlana Černousova e Svetlana Išmuratova)    |
| 15 gennaio 2003  | Ruhpolding        | Germania    | RL (con Al'bina Achatova, Svetlana Išmuratova e Galina Kukleva)       |
| 23 gennaio 2003  | Anterselva        | Italia      | RL (con Al'bina Achatova, Anna Bogalij-Titovec e Svetlana Černousova) |
| 8 febbraio 2003  | Lahti             | Finlandia   | SP                                                                    |
| 13 febbraio 2003 | Oslo Holmenkollen | Norvegia    | RL (con Al'bina Achatova, Svetlana Černousova e Ol'ga Zajceva)        |
| 27 febbraio 2004 | Lake Placid       | Stati Uniti | SP                                                                    |
| 28 febbraio 2004 | Lake Placid       | Stati Uniti | PU                                                                    |
| 6 marzo 2004     | Fort Kent         | Stati Uniti | MS                                                                    |
| 11 marzo 2004    | Oslo Holmenkollen | Norvegia    | SP                                                                    |
| 13 marzo 2004    | Oslo Holmenkollen | Norvegia    | PU                                                                    |
| 5 dicembre 2004  | Beitostølen       | Norvegia    | RL (con Al'bina Achatova, Anna Bogalij-Titovec e Ol'ga Zajceva)       |
| 12 gennaio 2005  | Ruhpolding        | Germania    | RL (con Anna Bogalij-Titovec, Svetlana Išmuratova e Ol'ga Zajceva)    |
| 14 gennaio 2005  | Ruhpolding        | Germania    | SP                                                                    |
| 16 gennaio 2005  | Ruhpolding        | Germania    | PU                                                                    |
| 13 febbraio 2005 | San Sicario       | Italia      | RL (con Svetlana Išmuratova, Anna Bogalij-Titovec e Ol'ga Zajceva)    |
| 6 gennaio 2010   | Oberhof           | Germania    | RL (con Anna Bogalij-Titovec, Anna Bulygina e Svetlana Slepcova)      |

Legenda:

SP = sprint

PU = inseguimento

MS = partenza in linea

RL = staffetta